# Fantasy-Jahr 1975
Übersicht

◄◄ | ◄ | 1971 | 1972 | 1973 | 1974 | Fantasy-Jahr 1975 | 1976 | 1977 | 1978 | 1979 | ► | ►►

Weitere Ereignisse

## Ereignisse
- Der World Fantasy Award wird das erste Mal ausgelobt.